# غواردابوزون
غواردابوزون هي بلدية في مقاطعة فرشيلي التابعة لإقليم بييمونتي الإيطالي، تقع على بعد حوالي 80 كيلومتر (50 ميل) إلى الشمال الشرقي من مدينة تورينو وحوالي 45 كيلومتر (28 ميل) شمال غرب مدينة فرشيلي. في 31 كانون الأول / ديسمبر 2004 كان عدد سكانها 344 نسمة، وتبلغ مساحتها 6.8 كيلومتر مربع (2.6 ميل2).
تقع غواردابوزون على حدود البلديات التالية: آيلوكي، بورغوسيشيا، كابريلي، كريفاكوري، بوستوا، سكوبا، سكوبيلو، سيرافاللي سيشيا.